# Joan Carles Colàs
Carles  Colàs est un nom espagnol. Le premier nom de famille, en général paternel, est Carles ; le second, en général maternel, souvent omis, est Colàs.
Joan Carles Colàs, né le 14 mars 1966 à Igualada, est un international espagnol et entraîneur de rink hockey. Il est considéré comme l'un des meilleurs joueurs de l'histoire, et le seul à avoir gagné le championnat espagnol avec trois équipes différentes : Igualada HC, FC Barcelone et la HC Liceo. Son palmarès comprend un total de 23 titres et il a joué 99 rencontres avec la sélection espagnole, avec laquelle il a notamment obtenu la médaille d'argent aux Jeux Olympiques de Barcelone en 1992.

## Parcours comme joueur
Joan Carles a commencé à jouer au hockey à cinq ou six ans, en suivant l'exemple de son grand frère Josep qu'il admirait. Son premier club, en catégorie benjamin, fut Igualada HC. Après un passage aux Maristes, il revient de nouveau à Igualada HC toujours en catégorie jeune. Il s'entraîne au vélodrome avec les jeunes et l'équipe première. Il a commencé à jouer en Première Nationale à un peu plus de 14 ans. Dans ce moment s'a fait une sélection enfantine et dans Joan Carles fut sélectionné. Grâce à cette opportunité, le Barça lui a proposé de s'entraîner avec eux, une année comme jeune et une année dans la catégorie des moins de 23 ans. À 18 ans, il est cédé à Igualada HC. Il revint au Barça deux saisons avec l'équipe première, en s'entraînant avec des joueurs comme Josep Enric Torner, Quim Paüls et Jordi Vilapuig.
Il revint à nouveau à Igualada HC lors de la saison 1987-1988, dans laquelle l'équipe finit troisième du championnat et sélectionnée pour la première fois pour jouer une compétition européenne. La deuxième année l'équipe gagna la ligue espagnole 1988-1989, la première de l'histoire de l'Igualada HC, et il atteint la fin de la Coupe de la CERS.
Alors sous contrat avec Igualada, il signe au Hockey Club Liceo, mais ce fait ne fut pas facile de digérer pour les supporters igualadins. Au Liceo, il y reste quatre saisons, qu'il partage avec son idole Daniel Martinazzo, en gagnant trois ligues, une Coupe du Roi et une Coupe d'Europe.
Après son étape au Liceo, il se rend au Barça pour participer à unar un nouveau projet. À 27 ans, le Barça lui offre un contrat de  cinq ans auquel s'ajouta une année. Lors de cette période, il gagna une Coupe du Roi, trois Ligues espagnoles, une Coupe d'Europe, une Coupe Continentale et une Coupe Intercontinental.
En quittant en 1999 le Barça, il signe au Lérida Liste Blava, qui jouait alors en Première Nationale. En 2000, il accède à la Division d'Honneur, que le club connaîtra jusqu'à en 2005. En 2003, alors âgé de 37 ans, il se retire en tant que joueur, et il devient l'entraîneur du Lérida. En 2005 l'équipement connaît des difficultés économiques et devant le danger de descendre de catégorie, Joan Carles se mit de nouveau sur les patins pour les deux derniers mois de ligue, devenant ainsi l'unique entraîneur-joueur de la ligue. Il passe au total huit saisons au Lérida.

## Parcours comme entraîneur
La carrière d'entraîneur de Joan Carles débute en 2003, en entraînant le Lérida Liste Blava. En 2007, après avoir permis à Lérida d’accéder à l’échelon supérieur, il signe comme entraîneur d'Igualada HC, club qu'il entraîne jusqu'à en 2010.
Joan Carles collabore comme commentateur technique dans les retransmissions sur canal Sport3.

## Palmarès comme joueur
- 7 Ligues espagnoles : 1 (Igualada HC, 1989), 3 (Liceo, 1990, 1991, 1993), 3 (FC Barcelone, 1996, 1998, 1999)
- 2 Coupes du Roi / Accapares des espagnoles : 1 (Liceo, 1991), 1 (FC Barcelone, 1994)
- 2 Coupes d'Europe : 1 (Liceo, 1992), 1 (FC Barcelone, 1997)
- 3 Supercoupes d'Europe (Coupe Continentale) : 2 (Liceo, 1990, 1992), 1 (FC Barcelone, 1997)
- 2 Coupe Intercontinental : 1 (Liceo, 1990), 1 (FC Barcelone, 1999)

### Biographie
- (ca) Manel Buron, « Joan Carles, entrenador de l’Igualada Hoquei Club », Revista d'Igualada, no 26,‎ 26 septembre 2007, p. 81-87 (présentation en ligne, lire en ligne, consulté le 3 avril 2019) [PDF].